# Dompierre-sur-Nièvre
Dompierre-sur-Nièvre ist eine französische Gemeinde mit 183 Einwohnern (Stand 1. Januar 2022) im Département Nièvre in der Region Bourgogne-Franche-Comté (vor 2016 Bourgogne). Sie gehört zum Arrondissement Cosne-Cours-sur-Loire und zum Kanton La Charité-sur-Loire (bis 2015 Kanton Prémery). Die Bewohner werden Dompierrois und Dompierroises genannt.

## Nachbargemeinden
Dompierre-sur-Nièvre liegt etwa 29 Kilometer nordnordöstlich von Nevers am Nièvre.
Nachbargemeinden von Dompierre-sur-Nièvre sind Châteauneuf-Val-de-Bargis im Norden und Nordwesten, Champlemy im Nordosten, Saint-Bonnot im Osten und Nordosten, Giry im Osten und Südosten, Prémery im Süden und Südosten, Beaumont-la-Ferrière im Süden, La Celle-sur-Nièvre im Südwesten sowie Arbouse im Westen.

## Weblinks

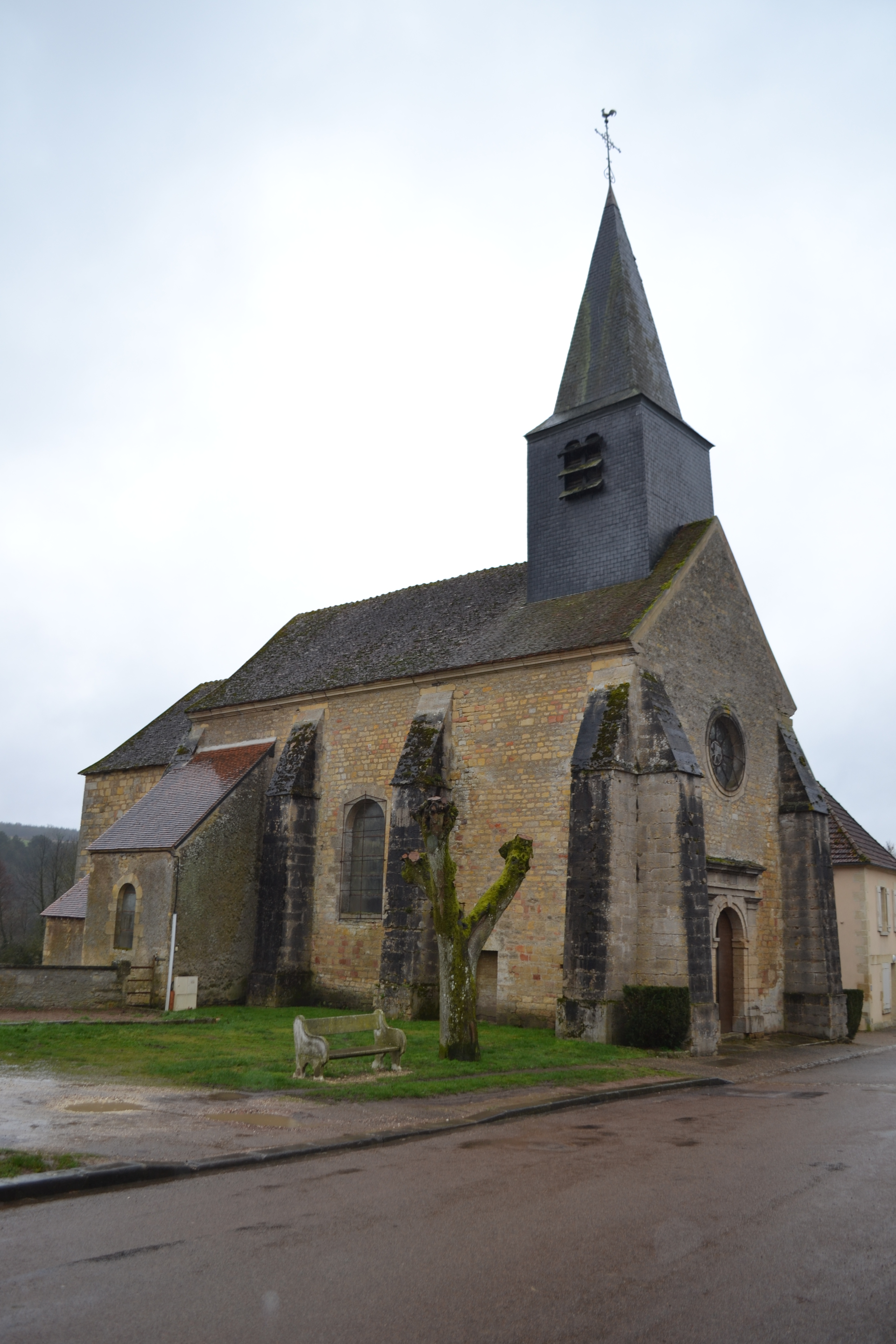
Kirche Saint-Pierre

## Bevölkerungsentwicklung
| Jahr                       | 1962 | 1968 | 1975 | 1982 | 1990 | 1999 | 2006 | 2011 | 2016 |
| Einwohner                  | 249  | 231  | 212  | 195  | 173  | 152  | 170  | 188  | 195  |
| Quellen: Cassini und INSEE |      |      |      |      |      |      |      |      |      |

## Sehenswürdigkeiten
- Kirche Saint-Pierre